# Інтерлокальні колізії
Інтерлока́льні колі́зії (міжобласні колізії) — особливий рід колізій законів, поява яких пов'язана з тим фактом, що в межах однієї країни можлива наявність різних субнаціональних правових систем, що пов'язано, зокрема, з існуванням самоврядних територій зі своїм власним законодавством. Тобто передумовою виникнення інтерлокальних колізій є існування різних за змістом нормативних актів, що регулюють ті самі відносини в територіальних одиницях однієї суверенної держави. Питання про те, котрий із місцевих законів підлягає застосуванню, повинно вирішуватися за допомогою норм так званого інтерлокального приватного права, які мають багато спільного, а нерідко й ототожнюються з колізійними нормами міжнародного приватного права.

## Історія проблеми
Проблема інтерлокальних колізій спершу розвивалася під час колоніалізму, а потім — федералізму. Становлення колоніальної системи спричинило появу не лише колізій у сфері персонального права, а й колізій міжобласного характеру. Прикладом може бути Російська імперія, де наприкінці XIX — на початку XX ст. діяли Зведення законів (на більшій частині території), кодекс Наполеона (у Царстві Польському), а в Прибалтійських губерніях зберігали чинність Литовські статути та «остзейське право».
Як відомо, засновником вчення про міжобласні колізії в російській науці міжнародне приватне право був К. Малишев, який присвятив цій проблемі розділ своєї праці «Курс загального цивільного права Росії» (1878 р.). Можливість обґрунтованого ним вирішення міжобласних колізій на основі методів порівняльного правознавства вчений вбачав у власних законах держави, але із врахуванням досвіду сусідніх, зокрема західних, держав у врегулюванні колізій законів різних місцевостей.
К. Малишев проводив різницю між внутрішніми міжобласними колізіями і колізіями міжнародного характеру, а також вважав, що до міжобласних колізій не слід застосовувати категорію публічного порядку. З цим висновком можна було б погодитись, враховуючи те, що ordre public, у широкому розумінні, є породженням державного суверенітету. Щоправда, сучасна доктрина й практика здебільшого займають іншу позицію.
У другій половині XX ст. значну увагу американська література приділяла питанням інтерлокальних колізій. Більшість авторів розглядали ці колізії окремо від колізій міжнародного характеру, однак аналіз практики судів США у вирішенні спорів за участю суб'єктів з різних штатів або з інтерлокальним елементом інших типів, зокрема у сфері деліктів, свідчить, що в питанні про те, право якого штату слід застосувати, суди здебільшого керуються тими саме категоріями, що й у вирішенні міжнародних колізій. 1996 р., наприклад, суди двадцяти штатів були схильні покладатися на положення Restatement II (1971), суди штатів Кентуккі, Мічиган і Невада керувалися lex fori, а деякі інші штати вдавалися до новітніх концепцій «кращого права»(5 штатів), «інтересу» (3 штати) і «тісного зв'язку» (3 штати).
За теперішніх часів особливої уваги заслуговує питання встановлення або визначення колізійних приписів щодо вирішення міжобласних колізій Китаю. Це — нова проблема, зумовлена нещодавнім приєднанням до Китаю територій Сянгану (Гонконг) і Аоминя (Макао), а також наполегливими вимогами китайського керівництва повернути під суверенітет Китаю острів Тайвань.

## Способи вирішення інтерлокальних колізій
Законодавці країн, де існує проблема міжобласних колізій, неодмінно зустрічаються з питанням: чи можна вирішити ці колізії шляхом застосування загальних норм міжнародного приватного права, чи вони потребують окремого регулювання.
В останні десятиріччя XX ст. законодавство країн, в яких існують передумови для виникнення інтерлокальних колізій, характеризується встановленням однакових критеріїв для вирішення цих колізій і колізій міжнародного характеру. Інакше кажучи, спеціальне законодавство для вирішення інтерлокальних колізійних проблем майже ніде не розроблялося. В рамках доктрини висловлювалися різні, часом протилежні міркування — як про недоцільність розмежування внутрішніх і міжнародних колізій (Савіньї, Кан-Фройнд), так і про необхідність такого розподілу (Цительман, К. Малишев). Перша група авторів спирається здебільшого на ідею «міжнародної спільності», сформульовану Савіньї у другій половині XIX ст. Представники другого підходу ґрунтують свої висновки на різній правовій природі інтерлокальних і міжнародних колізій. Зокрема, вказується на те, що у сфері інтерлокальних колізій дуже рідко застосовується застереження про публічний порядок (або взагалі не застосовується), вужчий обсяг автономії волі, інакше вирішуються проблеми відсилання, кваліфікації тощо.
Неузгодженість поглядів у доктрині, звичайно ж, не сприяє розвиткові спеціального законодавства в галузі інтерлокальних колізій. Щоправда, останнім часом чіткіше розрізняють (особливо у США) норми міжнародного приватного права і норми інтерлокального права. Це пояснюється, зокрема, тим, що в багатьох країнах основним засобом визначення правоздатності і дієздатності особи визнається критерій громадянства, а не місця проживання чи перебування. Однак громадянство визначається передусім як зв'язок особи з суверенною державою, а не з її територіальним підрозділом. Громадянство, таким чином, добре спрацьовує як формула прикріплення у відносинах між суб'єктами різних держав, а не територіальних одиниць однієї держави.
Разом з тим слід зауважити, що норми міжнародного приватного права і норми, спрямовані на вирішення міжобласних колізій, засновані на тих самих критеріях прив'язки, як-от: місцезнаходження речі, місце укладення шлюбу тощо. Можна дійти висновку, що за структурою і змістом ці категорії норм майже ідентичні й здатні навіть за певних обставин замінювати одна одну (шляхом застосування норм за аналогією). Але кодифікація і застосування норм інтерлокального права мають свою специфіку, що зумовлює необхідність окремого дослідження проблеми інтерлокальних колізій.

## Інтерлокальні колізії у Китаї
Від часу проголошення КНР 1949 р. Китай залишався унітарною соціалістичною державою з єдиною правовою системою, політико-правова концепція якої ґрунтувалася на конфуціанських принципах гармонії і єдності, а не множинності. Однак із підписанням Китаєм 1984 р. двох спільних декларацій зі Сполученим Королівством: про повернення йому Гонконгу 1997 р. і про повернення Макао 1999 р. ситуація почала змінюватися. Декларації передбачали створення в Гонконзі й Макао спеціальних адміністративних районів (CAP), причому Гонконг при встановленні над ним суверенітету Китаю мав утримувати незалежну законодавчу й судову владу (повноважну, до речі, виносити остаточні рішення, що не підлягають оскарженню). В 1997 і 1999 рр. набули чинності відповідно Основний закон Гонконгу й Основний закон Макао — своєрідні міні-конституції, за якими Гонконг зберігав правову систему, на якій позначилося англійське common law, а Макао — правову систему, сформовану під впливом португальського цивільного права. Сьогодні ці правові системи містять поодинокі колізійні норми, яких явно недостатньо для вирішення міжобласних колізій.
Разом з тим останнім часом, починаючи з 1990 р., істотно зріс цивільний і торговельний обіг між континентальним Китаєм і Тайванем, що також є чинником збільшення кількості міжобласних колізій. Відмінності в правових системах основної території Китаю, Гонконгу, Макао і Тайваню викликають питання щодо застосовуваного права, а також можливості визнання й виконання судових рішень, винесених на території того чи іншого регіону.
Процес уніфікації права і вирішення міжобласних колізій у Китаї набуває унікальних специфічних рис, мабуть, не властивих жодній із федеральних систем. По-перше, порівняно із суб'єктами федеративних держав, таких, наприклад, як США (не кажучи вже про останні політичні перетворення у Російській Федерації), CAP Китаю наділяються значно ширшою автономією, тому колізії між CAP і Китаєм наближаються за своїм характером до міжнародних, а отже, стають інтенсивнішими. По-друге, в Китаї співіснують дві, по суті, антагоністичні, соціально-економічні системи, чим може бути обґрунтовано застосування тут категорії публічного порядку. По-третє, для Гонконгу й Макао зберігають чинність усі раніше укладені ними міжнародні договори, а також компетенція щодо укладення таких договорів у майбутньому, в тому числі у сфері колізійного права. І нарешті, в КНР, на відміну від федеративних держав, немає верховного судового органу, який координував би питання розмежування юрисдикцій і перегляду рішень незалежних судів CAP. Безумовно, найближчим часом ці фактори почнуть впливати на процес фомування законодавства у сфері міжобласних колізій і на практику його застосування.

## Інтерлокальні колізії у США
Найбільш складні інтерлокальні колізії — це міжштатні колізії в США (федеральне право та право 50 штатів). Специфіка інтерлокального американського права полягає в тому, що кожен штат наділений максимальним об'ємом правової самостійності. На рівні федерації в США можна назвати тільки один імперативний правовий акт — Конституцію США 1787 р. майже всі інші загальнофедеральні правові акти мають для штатів рекомендаційний характер. У кожному штаті діють свої власні кримінальні, цивільні, торгові та сімейні кодекси; в кожному штаті є і своє власне міжнародне приватне право (а от загальнофедерального міжнародного приватного права в США не існує).
Особлива складність американського інтерлокального права обумовлена тим, що законодавство штатів принципово різне (наприклад, повноліття в залежності від штату настає у віці від 18 років до 21 року; поняття постійного місця проживання в штаті Невада — 24 години перебування на його території, а у федеральному окрузі Колумбія — 6 місяців; в штаті Каліфорнія юридичні наслідки породжують і світська, і церковна форми укладання шлюбу, а в штаті Алабама — тільки церковна). Крім того, у всіх штатах діє система загального права, а в штаті Луїзіана — континентальна (Луїзіана — єдиний штат на території США, в чиєму Цивільному кодексі в 1991 р. була проведена кодифікація міжнародного приватного права).

## Інтерлокальні колізії в Україні
Сьогодні в ході кодифікації міжнародного приватного права поряд з тенденцією закріплення норм інтерлокального права виявляється і зворотна тенденція: скасування інтерлокальних колізійних норм у зв'язку з геополітичними змінами у Європі. Це особливо помітно в пострадянських державах. Наприклад, відпала необхідність у ст. 8 Цивільного кодексу УРСР 1964 р. (застосування в Українській РСР цивільного законодавства інших союзних республік), яка встановлювала шість колізійних приписів щодо вирішення колізій між законами УРСР та інших союзних республік у таких сферах, як відносини власності, зобов'язання, форма угод, делікти, спадкування і позовна давність. У незалежній Україні не виникали труднощі через невідповідність її законодавству нормативно-правових актів Автономної Республіки Крим, цю проблему було розв'язано ще на рівні Конституції України, ст. 135 (ч. 2) якої встановлює, що нормативно-правові акти Верховної Ради Автономної Республіки Крим та рішення Ради міністрів Автономної Республіки Крим не можуть суперечити Конституції і законам України та приймаються відповідно до Конституції України, законів України, актів Президента України і Кабінету Міністрів України та на їх виконання. Таким чином, в Україні немає об'єктивних передумов для виникнення інтерлокальних колізій, а також необхідності в їх регулюванні.
Звернімо увагу ще на один аспект інтерлокальних колізій, який набув закріплення в багатьох сучасних законодавчих актах про міжнародного приватного права. Мова йде про випадки, коли колізійна норма відсилає до країни з множинністю правових систем. Доктрина, законодавство й практика виходять у цьому відношенні з того принципу, що належна правова система повинна визначатися відповідно до правових норм цієї країни, а в разі відсутності таких норм — шляхом застосування критерію тісного зв'язку. Отже, питання регулювання інтерлокальних колізій набуває закріплення в кодифікаціях міжнародного приватного права, але згадане положення стосується не тих колізій, що можуть виникнути в межах даної правової системи, а тих, котрі виникають у праві іншої держави, до якого відсилає колізійна норма.